# Filosofia marxista
La filosofia marxista o teoria marxista è una corrente di pensiero filosofica le cui opere di riferimento sono fortemente influenzate dall'approccio storicista-materialista alla teoria di Karl Marx, o da altre opere scritte da altri esponenti appunto del marxismo. La filosofia marxista può essere ampiamente divisa in marxismo occidentale, che traeva origine da varie fonti, e la ufficiale filosofia in Unione Sovietica, che imponeva una lettura rigida di Marx chiamata materialismo dialettico, in particolare durante gli anni 1930. La filosofia marxista non è un sottocampo strettamente definito della filosofia, perché la diversa influenza della teoria marxista si è estesa a campi tanto vari come l'estetica, l'etica, l'ontologia, l'epistemologia, la psicologia teorica e la filosofia della scienza, così come la sua ovvia influenza sulla filosofia politica e filosofia della storia. Le caratteristiche chiave del marxismo in filosofia sono il suo materialismo e il suo impegno nella pratica politica come obiettivo finale di ogni pensiero. La teoria riguarda anche i trambusti del proletariato e il loro rimprovero alla borghesia.
Il teorico marxista Louis Althusser, ad esempio, definì la filosofia come "lotta di classe in teoria", separandosi così radicalmente da coloro che sostenevano che i filosofi potessero adottare una "visione dell'occhio di Dio" come giudice puramente neutrale.

## Marxismo e filosofia
Il filosofo Étienne Balibar scrisse nel 1996 che "non esiste una filosofia marxista e non ci sarà mai; d'altra parte, Marx è più importante che mai per la filosofia". Quindi anche l'esistenza della filosofia marxista è discutibile (la risposta può dipendere da cosa si intende per "filosofia", una domanda complicata in sé). L'osservazione di Balibar intende spiegare il significato dell'ultima riga delle undici Tesi su Feuerbach di Karl Marx (1845), che può essere letta come un epitaffio per la filosofia: "I filosofi hanno solo interpretato il mondo, in vari modi; il punto è quello di cambiarlo."
Se questa affermazione (che Marx originariamente intendeva come critica all'idealismo tedesco e ai giovani hegeliani più moderati) è ancora più o meno valida nel XXI secolo, come affermerebbero molti marxisti, allora la teoria marxista è in realtà la pratica continuazione della tradizione filosofica, mentre gran parte della filosofia è ancora politicamente irrilevante. Molti critici, sia filosofi non marxisti che alcuni filosofi marxisti, ritengono che questo sia un licenziamento troppo rapido della tradizione filosofica post-marxiana.
Dopo la scrittura di Marx ed Engels si è svolto un pensiero molto sofisticato e importante; molto o forse anche tutto è stato influenzato, sottilmente o apertamente, dal marxismo. Rifiutare semplicemente tutta la filosofia come sofisma potrebbe condannare il marxismo a un empirismo o economismo semplicistico, paralizzandolo nella pratica e rendendolo comicamente semplicistico a livello teorico.
Tuttavia, la forza dell'opposizione di Marx all'idealismo hegeliano (di cui salva però la dialettica) e a qualsiasi "filosofia" separata dalla pratica politica rimane potente anche per un lettore contemporaneo. La teoria marxista e influenzata da Marx del XX secolo, come (per citare alcuni esempi casuali), la teoria critica della Scuola di Francoforte, gli scritti politici di Antonio Gramsci e il neomarxismo di Fredric Jameson, devono prendere in considerazione la condanna di Marx della filosofia idealistica, ma molti di questi pensatori sentono anche un forte bisogno di porre rimedio ai problemi teorici percepiti con il marxismo ortodosso.
Tali problemi potrebbero includere un determinismo economico troppo semplice, una teoria dell'ideologia insostenibile come "falsa coscienza" o un modello semplicistico di potere statale piuttosto che di egemonia. Quindi la filosofia marxista deve continuare a tenere conto dei progressi nella teoria della politica sviluppata dopo Marx, ma deve anche diffidare di una discesa al teoretismo o alle tentazioni dell'idealismo.

Étienne Balibar ha affermato che se un filosofo potesse essere chiamato un "filosofo marxista", quello sarebbe senza dubbio Louis Althusser:
Althusser propose una 'nuova definizione' della filosofia come "lotta di classe nella teoria"...il marxismo aveva corretto significato (e originale "problematica") solo in quanto era la teoria della tendenza verso il comunismo, e in vista della sua realizzazione. Il criterio di accettazione o rifiuto di una proposizione "marxista" era sempre lo stesso, sia che fosse presentato come "epistemologico" o come "filosofico": era nell'atto di rendere intelligibile una politica comunista, oppure no". (Ecrits pour Althusser, 1991, p.98).
Tuttavia, "Althusser non ha mai smesso di mettere in discussione le immagini del comunismo che la teoria e l'ideologia marxiste portavano avanti: ma lo ha fatto in nome del comunismo stesso". Althusser ha così criticato l'immagine evoluzionista che ha fatto del comunismo una tappa ultima della storia, così come le immagini apocalittiche che ne hanno fatto una "società della trasparenza", "senza contraddizioni" né ideologia. Balibar osserva che, alla fine, Althusser ha ingiunto la definizione più sobria di comunismo, esposta da Marx in L'ideologia tedesca: Il comunismo "non è uno stato del futuro, ma il movimento reale che distrugge lo stato dell'essere esistente.".

## La filosofia di Karl Marx
Ci sono infinite interpretazioni della "filosofia di Marx", dall'interno del movimento marxista così come dal suo esterno. Sebbene alcuni abbiano separato le opere di Marx tra un "giovane Marx" (in particolare i Manoscritti economico-filosofici del 1844) e un "Marx maturo" o anche separandole in opere puramente filosofiche, opere di economia e interventi politici e storici, Étienne Balibar (1993) ha sottolineato che le opere di Marx possono essere suddivise in "opere economiche" (Il Capitale, 1867), "opere filosofiche" e "opere storiche" (Il 18 brumaio di Luigi Bonaparte, La guerra civile in Francia del 1871 che riguardava la Comune di Parigi e acclamata come la prima "dittatura del proletariato", ecc.)
La filosofia di Marx è quindi indissolubilmente legata alla sua critica dell'economia politica e ai suoi interventi storici nel movimento operaio, come la Critica del Programma di Gotha (1875) o il Manifesto del Partito Comunista (1848), scritti con Engels (che osservava il movimento cartista) un anno prima delle rivoluzioni del 1848. Sia dopo la sconfitta del movimento socialista francese durante il colpo di Stato del 1851 di Luigi Napoleone Bonaparte, sia dopo l'annientamento della Comune di Parigi del 1871, il pensiero di Marx si trasformò.
Le radici filosofiche del marxismo sono state così comunemente spiegate come derivate da tre fonti: economia politica inglese, repubblicanesimo e radicalismo francesi e filosofia idealista tedesca. Sebbene questo modello delle "tre fonti" sia un'eccessiva semplificazione, ha ancora una certa misura di verità.
Costanzo Preve (1990) ha invece assegnato a Marx quattro "maestri": Epicuro (al quale ha dedicato la sua tesi, La differenza tra la filosofia naturale di Democrito e la filosofia naturale di Epicuro, 1841) per il suo materialismo e la teoria del clinamen che ha aperto un regno della libertà; Jean-Jacques Rousseau, da cui nasce la sua idea di democrazia egualitaria; Adam Smith, da cui è nata l'idea che il terreno della proprietà sia il lavoro; e infine Georg Wilhelm Friedrich Hegel.
Il "marxismo volgare" (o materialismo dialettico codificato) era visto come poco altro che una varietà di determinismo economico, con la presunta determinazione della sovrastruttura ideologica da parte dell'infrastruttura economica. Questa lettura positivista, che per lo più si è basata sugli ultimi scritti di Engels nel tentativo di teorizzare il "socialismo scientifico" (un'espressione coniata da Engels) è stata contestata dai teorici marxisti, come Lukács, Gramsci, Althusser o, più recentemente, Étienne Balibar.

### Georg Wilhelm Friedrich Hegel
Marx sviluppò una comprensione teorica completa della realtà politica all'inizio della sua carriera intellettuale e attivista per mezzo di un'adozione critica e radicalizzazione delle categorie del pensiero idealista tedesco del XVIII e XIX secolo. Di particolare importanza è l'appropriazione da parte di Hegel delle categorie organiciste ed essenzialiste di Aristotele alla luce della svolta trascendentale di Kant.
Marx si basa su quattro contributi che Hegel dà alla nostra comprensione filosofica. Sono: (1) la sostituzione del meccanismo e dell'atomismo con le categorie aristoteliche di organicismo ed essenzialismo, (2) l'idea che la storia del mondo progredisca attraverso fasi, (3) la differenza tra cambiamento naturale e storico (dialettico) e (4) l'idea che il cambiamento dialettico proceda per contraddizioni nella cosa stessa.
(1) Organicismo ed essenzialismo aristotelico
(a) Hegel adotta la posizione che il caso non è la base dei fenomeni e che gli eventi sono regolati dalle leggi. Alcuni hanno erroneamente attribuito a Hegel la posizione secondo cui i fenomeni sono governati da idee trascendenti e soprasensibili che li fondano. Al contrario, Hegel sostiene l'unità organica tra universale e particolare. I particolari non sono semplici tipi simbolici di universali; piuttosto, si relazionano tra loro come una parte si riferisce a un tutto. Quest'ultimo ha importanza per la concezione di legge e necessità di Marx.
(b) Rifiutando l'idea che le leggi descrivano semplicemente o fondano indipendentemente i fenomeni, Hegel fa rivivere la posizione aristotelica secondo la quale la legge o il principio è qualcosa di implicito in una cosa, una potenzialità che non è reale ma che sta per diventare attuale. Ciò significa che se vogliamo conoscere il principio che governa qualcosa, dobbiamo osservare il suo tipico processo di vita e capire il suo comportamento caratteristico. Osservando una ghianda da sola, non possiamo mai dedurre che sia una quercia. Per capire cos'è la ghianda - e anche cos'è la quercia - dobbiamo osservare la linea di sviluppo dall'una all'altra.
(c) I fenomeni della storia sorgono da un tutto con un'essenza che subisce la trasformazione della forma e che ha una fine o telos. Per Hegel, l'essenza dell'umanità è la libertà, e il telos di quell'essenza è la realizzazione di quella libertà. Come Aristotele, Hegel crede che l'essenza di una cosa sia rivelata nell'intero, tipico processo di sviluppo di quella cosa. Considerata in modo puramente formale, la società umana ha una linea naturale di sviluppo in accordo con la sua essenza proprio come qualsiasi altra cosa vivente. Questo processo di sviluppo appare come una successione di fasi della storia mondiale.
(2) Fasi della storia del mondo
La storia umana passa attraverso diverse fasi, in ognuna delle quali si materializza un livello superiore di coscienza umana della libertà. Ogni fase ha anche il suo principio o legge in base alla quale si sviluppa e vive in conformità con questa libertà. Eppure la legge non è indipendente. Viene fornito per mezzo delle azioni degli uomini che derivano dai loro bisogni, passioni e interessi. La teleologia, secondo Hegel, non si oppone alla causalità efficiente fornita dalla passione; al contrario, quest'ultimo è il veicolo che realizza il primo. Hegel pone costantemente più l'accento sulla passione che sugli interessi storicamente più specificabili degli uomini. Marx invertirà questa priorità.
(3) Differenza tra cambiamento naturale e storico
Hegel distingue come Aristotele non ha fatto tra l'applicazione di categorie organiche ed essenzialiste al regno della storia umana e al regno della natura organica. Secondo Hegel, la storia umana tende alla perfettibilità, ma la natura no. Marx approfondisce ed espande questa idea nell'affermazione che l'umanità stessa può adattare la società ai propri scopi piuttosto che adattarsi ad essi.
Il cambiamento naturale e quello storico, secondo Hegel, hanno due diversi tipi di essenze. Le entità naturali organiche si sviluppano attraverso un processo semplice, relativamente semplice da comprendere almeno a grandi linee. Lo sviluppo storico, tuttavia, è un processo più complesso. La sua differenza specifica è il suo carattere "dialettico". Il processo di sviluppo naturale avviene in una linea relativamente retta dal germe all'essere pienamente realizzato e di nuovo al germe. Può accadere che qualche incidente dall'esterno interrompa questo processo di sviluppo, ma se lasciato a se stesso, procede in modo relativamente diretto.
Lo sviluppo storico della società è internamente più complesso. La transazione dalla potenzialità alla realtà è mediata dalla coscienza e dalla volontà. L'essenza realizzata nello sviluppo della società umana è la libertà, ma la libertà è precisamente quella capacità di negare la linea lineare dello sviluppo e andare in direzioni nuove e fino ad ora impreviste. Come l'essenza dell'umanità si rivela, quella rivelazione è allo stesso tempo il sovvertimento di se stessa. Lo spirito è costantemente in guerra con se stesso. Ciò appare come le contraddizioni che costituiscono l'essenza dello Spirito.
Nello sviluppo di una cosa naturale, non c'è in generale contraddizione tra il processo di sviluppo e il modo in cui lo sviluppo deve apparire. Quindi il passaggio da una ghianda, a una quercia, a una ghianda si verifica di nuovo in un flusso relativamente ininterrotto della ghianda di nuovo su se stessa. Quando avviene un cambiamento nell'essenza, come avviene nel processo di evoluzione, possiamo comprendere il cambiamento principalmente in termini meccanici utilizzando principi di genetica e selezione naturale.
Il processo storico, tuttavia, non tenta mai di preservare un'essenza in primo luogo. Piuttosto, sviluppa un'essenza attraverso forme successive. Ciò significa che in qualsiasi momento sulla via del cambiamento storico, c'è una contraddizione tra ciò che esiste e ciò che è in procinto di diventare. La realizzazione di una cosa naturale come un albero è un processo che in linea di massima punta verso se stesso: ogni fase del processo ha luogo per riprodurre il genere. Nel processo storico, tuttavia, ciò che esiste, ciò che è reale, è imperfetto. È ostile al potenziale. Ciò che sta cercando di venire all'esistenza - la libertà - nega intrinsecamente tutto ciò che la precede e tutto ciò che esiste, poiché nessuna istituzione umana esistente può incarnare la pura libertà umana. Quindi il reale è sia se stesso che il suo opposto (come potenziale). E questo potenziale (libertà) non è mai inerte ma esercita costantemente un impulso al cambiamento.

### Rottura con l'idealismo tedesco e i giovani hegeliani
Marx non è stato studente di  Hegel (morto nel 1831), ma ha studiato sotto uno degli allievi di Hegel, Bruno Bauer, un leader della cerchia dei giovani hegeliani a cui Marx si era legato. Tuttavia, Marx ed Engels vennero in disaccordo con Bruno Bauer e il resto dei giovani hegeliani sul socialismo e anche sull'uso della dialettica di Hegel. Dopo aver conseguito la sua tesi con La differenza tra la filosofia naturale di Democrito e la filosofia naturale di Epicuro nel 1841, il giovane Marx si separò progressivamente dall'università prussiana e dai suoi insegnamenti impregnati dall'idealismo tedesco (Kant, Fichte, Schelling e Hegel).
Insieme a Engels, che osservò il movimento cartista nel Regno Unito, ruppe con l'ambiente in cui era cresciuto e incontrò il proletariato in Francia e Germania. Scrisse poi una feroce critica ai giovani hegeliani in due libri, La sacra famiglia (1845) e L'ideologia tedesca (1845), in cui criticava non solo Bauer ma anche L'Unico e la sua proprietà di Max Stirner (1844), considerato uno dei libri fondatori dell'anarchismo individualista. Max Stirner affermò che tutti gli ideali erano intrinsecamente alienanti e che sostituire Dio con l'umanità, come fece Ludwig Feuerbach in L'essenza della cristianesimo (1841), non era sufficiente. Secondo Stirner, qualsiasi ideale, Dio, l'Umanità, la Nazione, o anche la Rivoluzione, ha alienato l'"Io". Marx ha anche criticato Proudhon, diventato famoso con il suo grido "La proprietà è un furto!", In Miseria della filosofia (1847).
I primi scritti di Marx quindi costuiscono una sorta di risposta a Hegel, all'idealismo tedesco e una rottura con il resto dei giovani hegeliani di Sinistra.  Marx "si è ribellato a Hegel" nella sua visione del suo ruolo, trasformando la dialettica idealistica in una materialistica, affermando  che le circostanze materiali modellano le idee, invece del contrario. In questo, Marx stava seguendo l'esempio di Feuerbach. La sua teoria dell'alienazione, sviluppata nei Manoscritti economico-filosofici del 1844 (pubblicati nel 1932), si ispirò alla critica di Feuerbach dell'alienazione dell'uomo in Dio attraverso l'oggettivazione di tutte le sue caratteristiche intrinseche (così l'uomo proiettava su Dio tutte le qualità che sono infatti la qualità propria dell'uomo che definisce la "natura umana").
Ma Marx ha anche criticato Feuerbach per essere insufficientemente materialista, come lo stesso Stirner aveva sottolineato, e ha spiegato che l'alienazione descritta dai giovani hegeliani era in realtà il risultato della struttura dell'economia stessa. Inoltre, ha criticato la concezione di Feuerbach della natura umana nella sua sesta tesi su Feuerbach come un "genere" astratto che si incarnava in ogni individuo singolare: "Feuerbach risolve l'essenza della religione nell'essenza dell'uomo (menschliche Wesen, natura umana). Ma l'essenza dell'uomo non è un'astrazione inerente a ogni singolo individuo. In realtà, è l'insieme delle relazioni sociali".
Allora, invece di fondarsi sul soggetto individuale singolare e concreto, come fece la filosofia classica, compreso il contrattualismo (Hobbes, John Locke e Rousseau) ma anche l'economia politica, Marx iniziò con la totalità delle relazioni sociali: lavoro, lingua e tutto ciò che costituisce la nostra esistenza umana. Affermava che l'individualismo era il risultato del feticismo o dell'alienazione delle merci. Alcuni critici hanno affermato che ciò significava che Marx impose un rigido determinismo sociale che distrusse la possibilità del libero arbitrio.

#### Critiche ai diritti umani
Allo stesso modo, seguendo Babeuf, considerato uno dei fondatori del comunismo durante la Rivoluzione francese, ha criticato la Dichiarazione dei diritti dell'uomo e del cittadino del 1789 come una "dichiarazione borghese" dei diritti dell '"individuo egoista", fondata in ultima analisi sul "diritto alla proprietà privata", che l'economismo ha dedotto dalla propria "filosofia del soggetto" implicita, che afferma la preminenza di un soggetto individuale e universale sulle relazioni sociali. D'altra parte, Marx ha anche criticato l'utilitarismo di Bentham.
Accanto a Freud, Nietzsche e Durkheim, Marx si colloca così tra i filosofi del XIX secolo che hanno criticato questa preminenza del soggetto e della sua coscienza. Marx invece vedeva la coscienza come politica. Secondo Marx, il riconoscimento di questi diritti individuali era il risultato dell'estensione universale delle relazioni di mercato a tutta la società e a tutto il mondo, prima attraverso l'accumulazione primitiva del capitale (compreso il primo periodo del colonialismo europeo) e poi attraverso la globalizzazione della sfera capitalista. Tali diritti individuali erano la simmetria del "diritto per il lavoratore" di vendere "liberamente" la sua forza lavoro sul mercato attraverso contratti giuridici e funzionavano allo stesso tempo come mezzo ideologico per scomporre il raggruppamento collettivo di produttori richiesto dalla rivoluzione industriale: così, nello stesso tempo in cui l'era industriale richiede alle masse di concentrarsi nelle fabbriche e nelle città, l'ideologia individualista, "borghese" si è separata come homo oeconomicus concorrente.

La critica di Marx all'ideologia dei diritti umani si discosta così dalla critica controrivoluzionaria di Edmund Burke, che ha respinto i "diritti dell'uomo" a favore dei "diritti dell'individuo": non si fonda su un'opposizione all'universalismo dell'Illuminismo e progetto umanista in favore del diritto della tradizione, come nel caso di Burke, ma piuttosto sulla pretesa che l'ideologia dell'economismo e l'ideologia dei diritti umani siano il rovescio della stessa medaglia. Tuttavia, come afferma Étienne Balibar, "l'accento posto su queste contraddizioni non può non risuonare sul significato di 'diritti umani', poiché questi appare quindi sia come il linguaggio in cui si maschera lo sfruttamento sia come la lotta di classe si esprime: più che una verità o un'illusione, è quindi una posta in gioco". Il Capitale ironizza sul "pomposo catalogo dei diritti umani" rispetto alla "modesta Magna Charta di una giornata di lavoro limitata dalla legge":
La creazione di una normale giornata lavorativa è, quindi, il prodotto di una guerra civile protratta, più o meno dissimulata, tra la classe capitalista e la classe operaia...Bisogna riconoscere che il nostro operaio esce dal processo di produzione diversa da quella da lui inserita. Nel mercato si poneva come proprietario della merce "forza-lavoro" faccia a faccia con altri proprietari di merci, commerciante contro commerciante. Il contratto con il quale vendeva al capitalista la sua forza-lavoro dimostrava, per così dire, in bianco e nero che si disponeva liberamente. Concluso l'affare, si scopre che non era un "free agent", che il tempo per il quale è libero di vendere la sua forza-lavoro è il tempo per il quale è costretto a venderla, che infatti il vampiro non perderà la presa su di lui "fintanto che c'è un muscolo, un nervo, una barriera sociale onnipotente che impedirà agli stessi lavoratori di vendere, per contratto volontario con il capitale, se stessi e le loro famiglie in schiavitù e morte. Al posto del pomposo catalogo dei "diritti inalienabili dell'uomo" viene la modesta Magna Charta di una giornata lavorativa legalmente limitata, che chiarirà "quando il tempo che l'operaio vende è finito e quando inizia il suo. una barriera sociale onnipotente che impedirà agli stessi lavoratori di vendere, per contratto volontario con il capitale, se stessi e le loro famiglie in schiavitù e morte. Al posto del pomposo catalogo dei "diritti inalienabili dell'uomo" viene la modesta Magna Charta di una giornata lavorativa legalmente limitata, che chiarirà "quando il tempo che l'operaio vende è finito e quando inizia il suo. Quantum mutatus ab illo! [Come è cambiato da quello che era!]"
.
Ma la rivoluzione comunista non si esaurisce con la negazione della libertà individuale e dell'uguaglianza ("collettivismo"), ma con la "negazione della negazione": la "proprietà individuale" nel regime capitalista è infatti l'"espropriazione della produttori immediati". "La proprietà privata guadagnata da sé, che si basa, per così dire, sulla fusione dell'individuo lavoratore isolato e indipendente con le condizioni del suo lavoro, è soppiantata dalla proprietà privata capitalistica, che poggia sullo sfruttamento del lavoro nominalmente libero di altri, cioè sul lavoro salariato...Il modo di appropriazione capitalista, il risultato del modo di produzione capitalistico, produce proprietà privata capitalistica. Questa è la prima negazione della proprietà privata individuale, in quanto fondata sul lavoro del proprietario. Ma la produzione capitalistica genera, con l'inesorabilità di una legge di natura, la propria negazione. È la negazione della negazione. Ciò non ristabilisce la proprietà privata per il produttore, ma gli conferisce una proprietà individuale basata sull'acquisizione dell'era capitalista: cioè sulla cooperazione e sul possesso in comune della terra e dei mezzi di produzione.

#### Critiche a Ludwig Feuerbach
Ciò che distingueva Marx da Feuerbach era la sua visione dell'umanesimo di Feuerbach come eccessivamente astratto, e quindi non meno astorico e idealista di ciò che pretendeva di sostituire, vale a dire la nozione reificata di Dio che si trova nel cristianesimo istituzionale che legittimava il potere repressivo dello stato prussiano. Marx aspirava invece a dare priorità ontologica a quello che chiamava il "processo di vita reale" degli esseri umani reali, come dissero lui ed Engels in L'ideologia tedesca (1846):
In diretto contrasto con la filosofia tedesca, che discende dal cielo alla terra, qui noi ascendiamo dalla terra al cielo. Vale a dire, non partiamo da ciò che gli uomini dicono, immaginano, concepiscono, né dagli uomini come narrati, pensati, immaginati, concepiti, per arrivare agli uomini nella carne. Partiamo da uomini reali e attivi e sulla base del loro processo di vita reale dimostriamo lo sviluppo dei riflessi ideologici e degli echi di questo processo di vita. I fantasmi formati nel cervello umano sono anche, necessariamente, sublimati del loro processo vitale materiale, che è verificabile empiricamente e legato a premesse materiali. La morale, la religione, la metafisica, tutto il resto dell'ideologia e le corrispondenti forme di coscienza, non conservano più l'apparenza di indipendenza. Non hanno storia, nessuno sviluppo; ma gli uomini, sviluppando la loro produzione materiale e il loro rapporto materiale, alterano, insieme a questo, la loro reale esistenza, il loro pensiero ei prodotti del loro pensiero. La vita non è determinata dalla coscienza, ma la coscienza dalla vita.
Inoltre, nelle sue Tesi su Feuerbach (1845), in cui il giovane Marx ruppe con l'idealismo di Feuerbach, scrive che "i filosofi hanno solo descritto il mondo, in vari modi, il punto è cambiarlo", e il suo approccio materialista consente per e autorizza tale cambiamento. Questa opposizione tra le varie interpretazioni soggettive fornite dai filosofi, che può essere, in un certo senso, paragonata alla Weltanschauung progettata per legittimare lo stato attuale delle cose e all'effettiva trasformazione del mondo attraverso la prassi, che combina teoria e pratica in modo materialista cosa distingue i "filosofi marxisti" dal resto dei filosofi.
In effetti, la rottura di Marx con l'idealismo tedesco implica una nuova definizione di filosofia; Louis Althusser, fondatore del "marxismo strutturale" negli anni '60, lo definirebbe "lotta di classe in teoria". L'allontanamento di Marx dalla filosofia universitaria e verso il movimento operaio è quindi inestricabilmente legato alla sua rottura con i suoi scritti precedenti, che ha spinto i commentatori marxisti a parlare di un "Marx giovane" e di un "Marx maturo", sebbene la natura di questo taglio ponga i problemi.
Un anno prima delle rivoluzioni del 1848, Marx ed Engels scrissero così il Manifesto del Partito Comunista, che si preparava a una rivoluzione imminente, e terminò con il famoso grido: "Proletari di tutti i paesi, unitevi!". Tuttavia, il pensiero di Marx cambiò nuovamente in seguito al colpo di Stato di Luigi Napoleone Bonaparte del 2 dicembre 1851, che pose fine alla Seconda Repubblica francese e creò il Secondo Impero che sarebbe durato fino alla guerra franco-prussiana del 1870.
Marx modificò così la sua teoria dell'alienazione esposta nei Manoscritti economico-filosofici del 1844 e sarebbe poi arrivato alla sua teoria del feticismo delle merci, esposta nel primo capitolo del primo libro de Il Capitale (1867). Questo abbandono della prima teoria dell'alienazione sarebbe stato ampiamente discusso e molti teorici marxisti, inclusi umanisti marxisti come la Scuola della prassi, vi sarebbero tornati. Altri, come Althusser, affermerebbero che la "rottura epistemologica" tra il "giovane Marx" e il "Marx maturo" era tale che non si potevano fare confronti tra le due opere, segnando il passaggio a una "teoria scientifica" della società.
Nel 1844-1845, quando Marx stava iniziando a regolare il suo conto con Hegel e i giovani hegeliani nei suoi scritti, criticò i giovani hegeliani per aver limitato l'orizzonte della loro critica alla religione e non aver assunto la critica dello stato e della società civile come fondamentale. In effetti, nel 1844, a giudicare dagli scritti di Marx in quel periodo (il più famoso dei quali è il "Manoscritti economico-filosofici del 1844", un testo che elabora in modo più esplicito la sua teoria dell'alienazione), il pensiero di Marx avrebbe potuto prendere almeno tre corsi possibili: studio di diritto, religione e stato; lo studio della filosofia naturale; e lo studio dell'economia politica.
Ha scelto l'ultimo come obiettivo predominante dei suoi studi per il resto della sua vita, in gran parte a causa della sua precedente esperienza come direttore del quotidiano Rheinische Zeitung sulle cui pagine ha combattuto per la libertà di espressione contro la censura prussiana e ha fatto un idealista, difesa legale del diritto consuetudinario dei contadini della Mosella di raccogliere legna nella foresta (questo diritto stava per essere criminalizzato e privatizzato dallo Stato). Fu l'incapacità di Marx di penetrare sotto la superficie giuridica e polemica di quest'ultima questione fino alle sue radici materialiste, economiche e sociali che lo spinse a studiare criticamente l'economia politica.

#### Materialismo storico
Marx ha riassunto l'aspetto materialistico della sua teoria della storia, altrimenti noto come materialismo storico (questo termine è stato coniato da Engels e reso popolare da Karl Kautsky e Georgij Plechanov), nella prefazione del 1859 Per la critica dell'economia politica:
Nella produzione sociale della loro esistenza, gli uomini entrano inevitabilmente in rapporti definiti, che sono indipendenti dalla loro volontà, vale a dire rapporti di produzione appropriati a un dato stadio dello sviluppo delle loro materiali forze di produzione. L'insieme di questi rapporti di produzione costituisce la struttura economica della società, il fondamento reale, su cui sorge una sovrastruttura giuridica e politica ea cui corrispondono forme definite di coscienza sociale. Il modo di produzione della vita materiale condiziona il processo generale della vita sociale, politica e intellettuale. Non è la coscienza degli uomini che determina la loro esistenza, ma la loro esistenza sociale che determina la loro coscienza.
In questa breve divulgazione delle sue idee, Marx ha sottolineato che lo sviluppo sociale scaturiva dalle contraddizioni intrinseche all'interno della vita materiale e della sovrastruttura sociale. Questa nozione è spesso intesa come una semplice narrazione storica: il comunismo primitivo si era sviluppato in stati schiavi. Gli stati schiavi si erano sviluppati in società feudali. Quelle società a loro volta divennero stati capitalisti, e quegli stati sarebbero stati rovesciati dalla parte autocosciente della loro classe operaia, o proletariato, creando le condizioni per il socialismo e, in ultima analisi, una forma di comunismo superiore a quella con cui l'intero processo iniziò. Marx ha illustrato le sue idee in modo più prominente dallo sviluppo del capitalismo dal feudalesimo e dalla previsione dello sviluppo del socialismo dal capitalismo.
Le formulazioni di base-sovrastruttura e stadialiste nella prefazione del 1859 assunsero uno status canonico nel successivo sviluppo del marxismo ortodosso, in particolare nel materialismo dialettico (diamat, come era conosciuto nell'Unione Sovietica). Hanno anche lasciato il posto a un marxismo volgare come semplice determinismo economico (o economismo), che è stato criticato da vari teorici marxisti. Il "marxismo volgare" era visto come poco altro che una varietà di determinismo economico, con la presunta determinazione della sovrastruttura ideologica da parte dell'infrastruttura economica. Tuttavia, questa lettura positivista, che per lo più si è basata sugli ultimi scritti di Engels nel tentativo di teorizzare il "socialismo scientifico" (un'espressione coniata da Engels) è stata contestata dai teorici marxisti, come Antonio Gramsci o Althusser.
Alcuni credono che Marx li considerasse semplicemente come un sommario abbreviato del suo enorme lavoro in corso (che fu pubblicato solo postumo più di cento anni dopo come Grundrisse). Questi tentacolari e voluminosi quaderni che Marx ha messo insieme per le sue ricerche sull'economia politica, in particolare quei materiali associati allo studio del "comunismo primitivo" e della produzione comunale precapitalista, in effetti, mostrano una svolta più radicale "Hegel sulla sua testa" di riconosciuto fino ad ora dalla maggior parte dei marxisti e marxiologi tradizionali.
Al posto della fede dell'Illuminismo nel progresso storico e nelle fasi sposate da Hegel (spesso in modo razzista ed eurocentrico, come nelle sue Lezioni sulla filosofia della storia), Marx persegue in queste note di ricerca un approccio decisamente empirico all'analisi dei cambiamenti storici e modi di produzione, sottolineando senza costringerli a un paradigma teleologico le ricche varietà di produzioni comuni nel mondo e l'importanza critica dell'antagonismo collettivo della classe operaia nello sviluppo del capitalismo.
Inoltre, il rifiuto di Marx della necessità della rivoluzione borghese e dell'apprezzamento dell'obščina, il sistema fondiario comunale, in Russia nella sua lettera a Vera Zasulič; rispetto per la cultura egualitaria dei cittadini musulmani nordafricani riscontrati nelle sue lettere dall'Algeria; e un'indagine comprensiva e approfondita dei beni comuni globali e delle culture e pratiche indigene nei suoi taccuini, compresi i quaderni etnologici che teneva durante i suoi ultimi anni, tutti indicano un Marx storico che sviluppava continuamente le sue idee fino al letto di morte e non si adattava qualsiasi camicia di forza ideologica preesistente.

## Differenze all'interno della filosofia marxista
Alcune varietà della filosofia marxista sono fortemente influenzate da Hegel, sottolineando la totalità e persino la teleologia: ad esempio, il lavoro di György Lukács, la cui influenza si estende a pensatori contemporanei come Fredric Jameson. Altri considerano la "totalità" semplicemente un'altra versione dello "spirito" di Hegel e quindi la condannano come un idealismo paralizzante e segreto.
Theodor W. Adorno, un importante filosofo della Scuola di Francoforte, fortemente influenzato da Hegel, ha cercato di prendere una via di mezzo tra questi estremi: Adorno ha contraddetto il motto di Hegel "il vero è il tutto" con la sua nuova versione, "il tutto è falso, "ma desiderava preservare la teoria critica come una versione negativa e oppositiva dell'utopia descritta dallo" spirito "di Hegel. Adorno credeva nella totalità e nel potenziale umano come fini a cui tendere, ma non come certezze.
Lo status dell'umanesimo nel pensiero marxista è stato piuttosto controverso. Molti marxisti, specialmente i marxisti hegeliani e anche quelli impegnati in programmi politici (come molti partiti comunisti), sono stati fortemente umanisti. Questi marxisti umanisti credono che il marxismo descriva il vero potenziale degli esseri umani e che questo potenziale possa essere realizzato nella libertà collettiva dopo che la rivoluzione comunista ha rimosso i vincoli e le sottomissioni del capitalismo all'umanità. Una versione particolare dell'umanesimo all'interno del marxismo è rappresentata dalla scuola di Lev Vygotskij e dalla sua scuola di psicologia teorica (Alexis Leontiev, László Garai). La scuola della prassi ha basato la sua teoria sugli scritti del giovane Marx, sottolineandone gli aspetti umanistici e dialettici.
Tuttavia, altri marxisti, specialmente quelli influenzati da Louis Althusser, sono altrettanto fortemente antiumanisti. I marxisti antiumanisti credono che idee come "umanità", "libertà" e "potenziale umano" siano pura ideologia, o versioni teoriche dell'ordine economico borghese. Ritengono che tali concetti possano condannare il marxismo solo a contraddizioni teoriche che possono anche danneggiarlo politicamente.

## Principali opere e autori
- Karl Marx e Friedrich Engels, in particolare i primi scritti come "Manoscritti economico-filosofici del 1844", "L'ideologia tedesca" e "Tesi su Feuerbach", ma anche "Grundrisse", "Il Capitale" e altre opere ispirate.
- Vladimir Lenin, "Che fare?", "Stato e Rivoluzione".
- Guy Debord
- Lev Trockij
- Anton Pannekoek
- Rosa Luxemburg, "Socialismo o barbarie".
- Karl Korsch
- Manabendra Nath Roy
- Cyril Lionel Robert James
- Raya Dunayevskaya
- Hal Draper
- György Lukács, "Storia e coscienza di classe" ha sviluppato la teoria dell'ideologia per includere un modello più complesso di coscienza di classe.
- Antonio Gramsci
- László Garai
- Ernst Bloch
- Scuola di Francoforte, in particolare Theodor W. Adorno, Herbert Marcuse e Jürgen Habermas
- Walter Benjamin
- Bertolt Brecht
- Socialisme ou Barbarie (Cornelius Castoriadis, Claude Lefort e altri)
- Louis Althusser e i suoi studenti (ad esempio Étienne Balibar, Alain Badiou, Jacques Rancière e Pierre Macherey)
- Scuola della prassi
- Iosif Stalin
- Amadeo Bordiga
- Internazionale Situazionista
- Fredric Jameson
- Karl Kautsky
- Clara Zetkin
- Nikolaj Ivanovič Bucharin
- Aleksandra Michajlovna Kollontaj
- Antonio Negri e il "marxismo autonomista".
- Helmut Reichelt
- Paul Lafargue
- Daniel De Leon
- Slavoj Žižek
- Mao Zedong
- Alain Badiou